# Altenmarkt an der Triesting

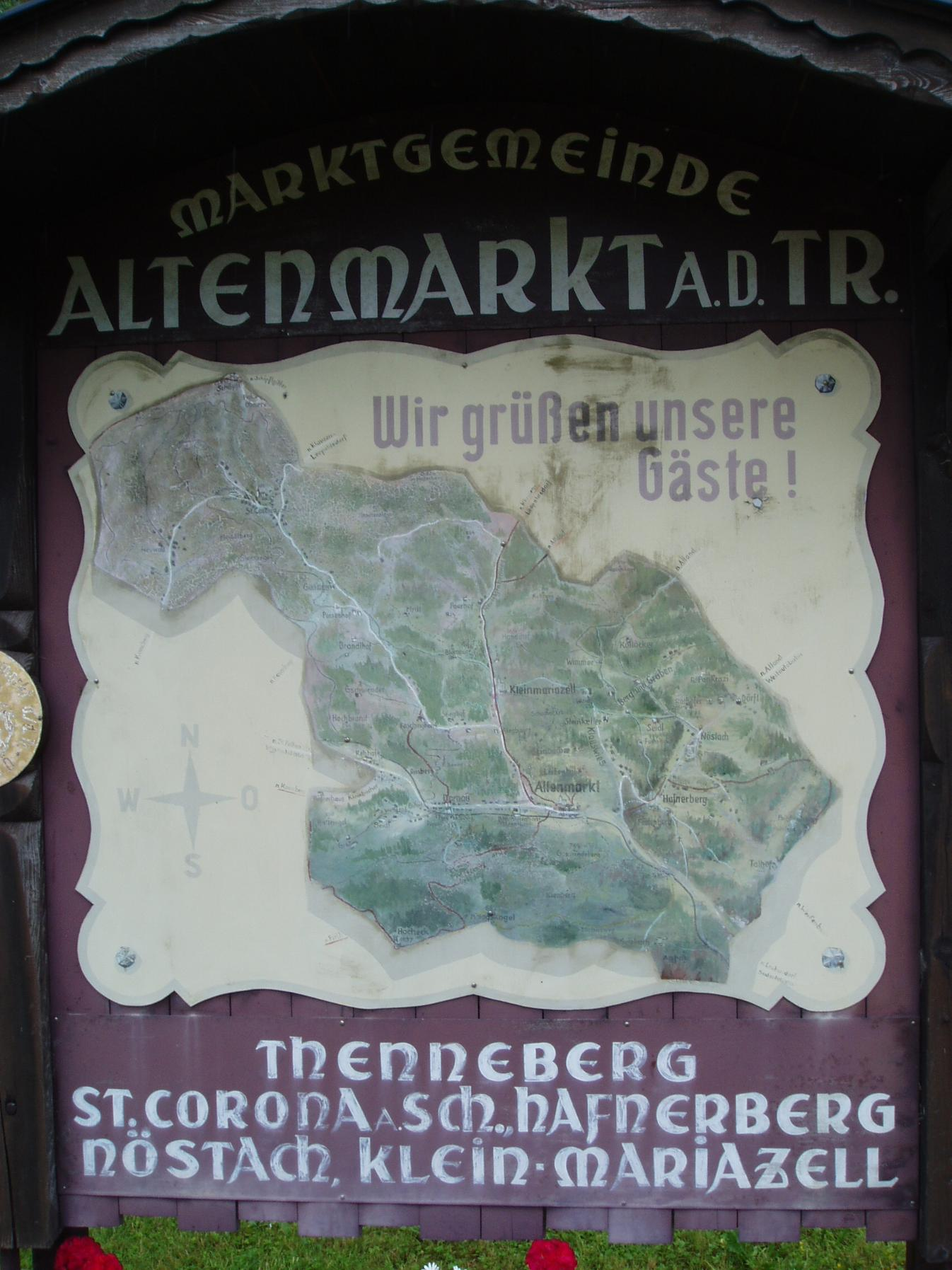

Altenmarkt an der Triesting là một thị trấn ở huyện Baden trong bang Niederösterreich ở nước Áo. Đô thị này có diện tích 63,43 km², dân số năm 2001 là 2116 người.